# 아이르스 알리

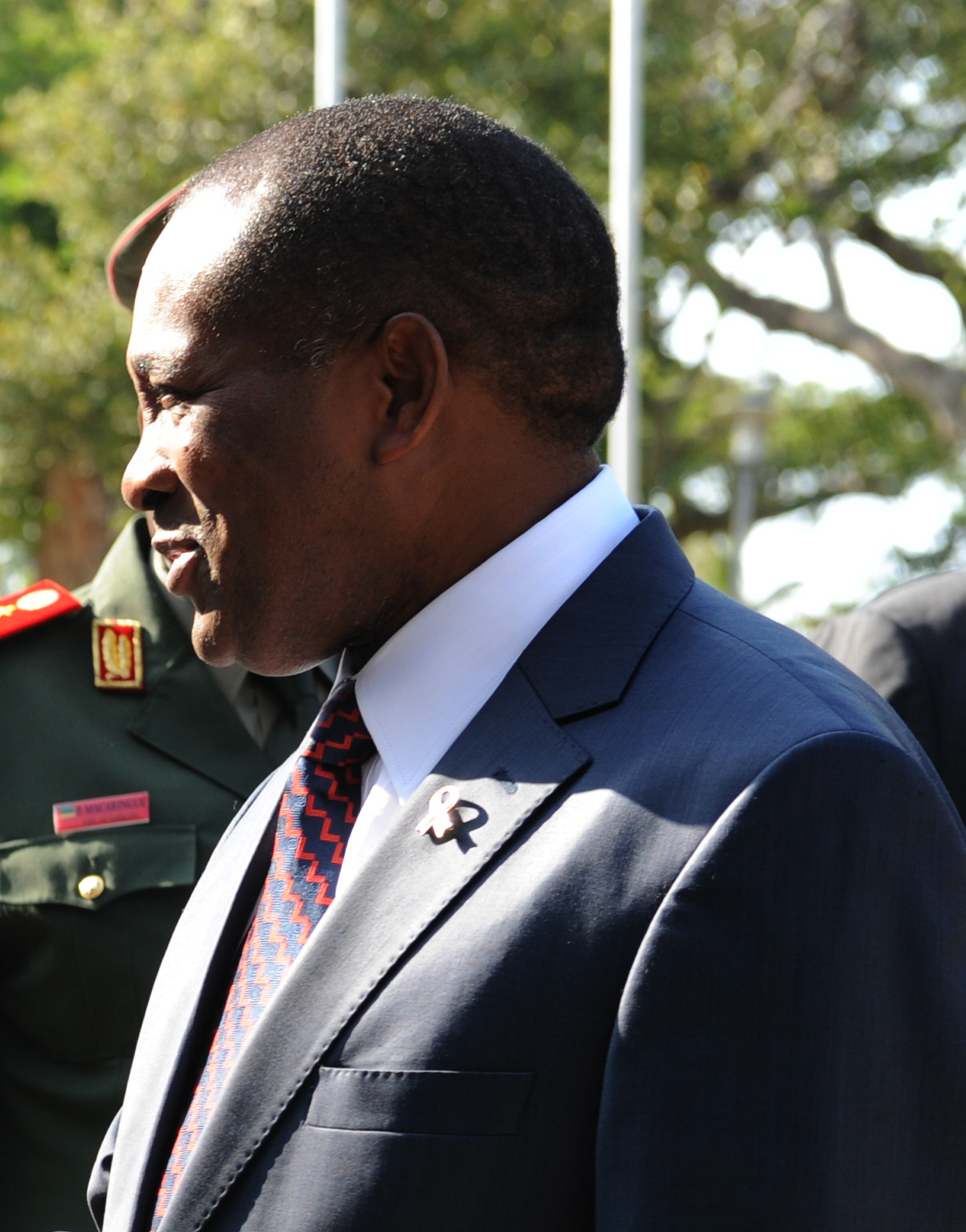

아이르스 보니파시우 바프티스타 알리(포르투갈어: Aires Bonifácio Baptista Ali, 1955년 12월 6일~)는 모잠비크의 정치인으로 2010년 1월 16일 총리로 임명되었으나 2012년 10월 8일 개각 차원으로 아르만두 게부자 대통령에 의해 경질되었다.
2000년부터 2004년까지 이냠바느주지사를 지냈으며 2005년부터 2010년까지 교육부 장관직을 역임했다. 2016년 6월 필리프 뉴시 대통령이 그를 중국 대사로 지명했다.